# Реш, Гленн
Гленн Аллан Реш (англ. Glenn Allan Resch; род. 10 июля 1948, Мус-Джо) — бывший канадский и американский хоккеист, игравший на позиции вратаря; обладатель Кубка Стэнли 1980 года в составе «Нью-Йорк Айлендерс», трёхкратный участник матчей всех звёзд НХЛ. Обладатель Билл Мастертон Трофи (1982) за высокое спортивное мастерство и верность хоккею.

## Карьера

### Игровая карьера
На студенческом уровне в течение трёх сезонов играл за студенческую команду «Миннесота Дулут Бульдогз», которая представляет местный университет. По окончании сезона перешёл в «Маскигон Мохокс», где отыграл целый сезон в качестве основного вратаря, получив по итогам сезона Мемориальный трофей Джеймса Норриса, как вратарь с лучшими показателями по итогам сезона.
Следующие два сезона в качестве основного вратаря играл за «Нью-Хэвен Найтхоукс» и «Форт-Уорт Уингз», при этом по ходу сезона 1973/74 он дебютировал в НХЛ, отыграв две игры. В составе «Айлендерс» Реш отыграл семь сезонов, при этом пять из них в качестве основного вратаря, став уверенным бэкапом Билли Смита, с которым в 1980 году выиграл Кубок Стэнли.
В марте 1981 года был обменян в «Колорадо Рокиз», где в том сезоне отыграл восемь матчей. Следующий сезон он стал основным вратарём «Рокиз», а последующие три сезона, когда клуб сменил название на «Нью-Джерси Девилз» играл в качестве основного вратаря за эту команду.
В марте 1986 года был обменян в «Филадельфию Флайерз», в которой он играл полтора сезона, отыграв только 20 игр, поскольку стал запасным вратарём после Рона Хекстолла. По окончании сезона 1986/87 Реш завершил игровую карьеру в возрасте 38 лет.
В составе сборной Канады был в заявке на КК-1976, но не играл, а канадцы выиграли турнир. В составе сборной США играл на ЧМ-1982 и КК-1984, где со сборной не завоевал никаких медалей.

## Статистика

### Международная
| Год                  | Сборная              | Турнир               | Место                |   | И | В | П | Н   | Мин | ПШ | И"0" | КН |
| 1976                 | Канада               | КК                   | 1                    | — | — | — | — | —   | —   | —  |      |    |
| 1982                 | США                  | ЧМ                   | 8                    | 4 | 0 | 4 | 0 | 239 | 21  | 0  | 5.27 |    |
| 1984                 | США                  | КК                   | 4                    | 2 | 0 | 1 | 1 | 108 | 9   | 0  | 5.00 |    |
| Всего за сборную США | Всего за сборную США | Всего за сборную США | Всего за сборную США | 6 | 0 | 5 | 1 | 347 | 30  | 0  | 5.19 |    |